# There Is No Beginning to the Story
There Is No Beginning to the Story è un EP del gruppo musicale statunitense Bright Eyes, pubblicato nel 2002.

## Tracce
1. From a Balance Beam
2. Messenger Bird's Song
3. We Are Free Men
4. Loose Leaves
5. Amy in the White Coat (solo su vinile)
6. Out on the Weekend (Neil Young) (solo su vinile)

## Formazione
- Todd Baechle - voce
- Kriss Brooks - piano
- Stefanie Drootin - organo
- Orenda Fink - tromba, voce
- Margret Fish - fagotto
- Jason Flatowicz - trombone
- Simon Joyner - voce
- Jiha Lee - flauto, voice
- Andy LeMaster - chitarra, voce
- Clay Leverett - voce
- Matt Maginn - basso
- Roslyn Maginn - percussioni
- Mike Mogis - dulcimer, vibrafono, glockenspiel, mandolino, dobro, banjo, campane, chitarra
- Conor Oberst - chitarra, Rhodes, piano, voce
- Casey Scott - basso, percussioni
- Maria Taylor - piano, voce